# Campi Bisenzio
Campi Bisenzio település Olaszországban, Toszkána régióban, Firenze megyében. Lakosainak száma 47 462 fő (2023. január 1.). Campi Bisenzio Calenzano, Firenze, Poggio a Caiano, Prato, Scandicci, Sesto Fiorentino és Signa községekkel határos.

## Népesség
A település népességének változása:
| Lakosok száma | 45 279 | 46 696 | 47 462 |
|               | 2013   | 2018   | 2023   |